# (14325) 1979 MM6
A (14325) 1979 MM6 a Naprendszer kisbolygóövében található aszteroida. Eleanor F. Helin és Schelte J. Bus fedezte fel 1979. június 25-én.